# Михайловское (Рыбинский район)
Миха́йловское — село, центр Михайловского сельского округа Волжского сельского поселения Рыбинского района Ярославской области.
Село расположено на правом берегу реки Черёмуха, в устье её правого притока реки Еда или Иода. Село стоит на левом берегу Иоды, с южной стороны устья. Севернее, также в устье, но на правом берегу Иоды находится деревня Конюшино. В Михайловском автомобильная дорога из Рыбинска разветвляется на два направления, западное следует вдоль Черёмухи на Селишки-Окороково и далее на Большое Село. Ближайшая деревня в этом направлении Поповское (1,2 км), по этой дороге проходит автобусный маршрут до Чудиново. Восточная дорога идёт по левому реки Иода к Александровой пустыни, ближайшая деревня в этом направлении Бесово. Однако Иода описывает здесь дугу и дорога Михайлово—Бесово, длиной около 4 км, проходит по ненаселённой местности, минуя расположенные восточнее по берегу Иоды небольшие деревни (перечислены в порядке от Михайловского): Юркино, Мальинское, Брыково, Гридино, Мокеевское. На левом берегу реки Черёмухи напротив Михайловского расположена деревня Акулинское.
Село Михайловское указано на плане Генерального межевания Рыбинского уезда 1792 года. В селе находится Знаменская церковь, построенная в 1837 г. — 1855 г., включенная в районный список памятников истории и культуры, там же приводится альтернативное название села Архангельское на Черемхе.

## Население
| 1859 | 2002 | 2007 | 2010 |
| ---- | ---- | ---- | ---- |
| 70   | ↘46  | ↗51  | ↘38  |

На 1 января 2007 года в деревне числилось 51 постоянный житель. В Михайловском находится почтовое отделение, обслуживающее в селе 37 домов. В селе ранее действовала начальная школа, в настоящее время закрытая и преобразованная в клуб.